# Giovanni Antonio Requesta

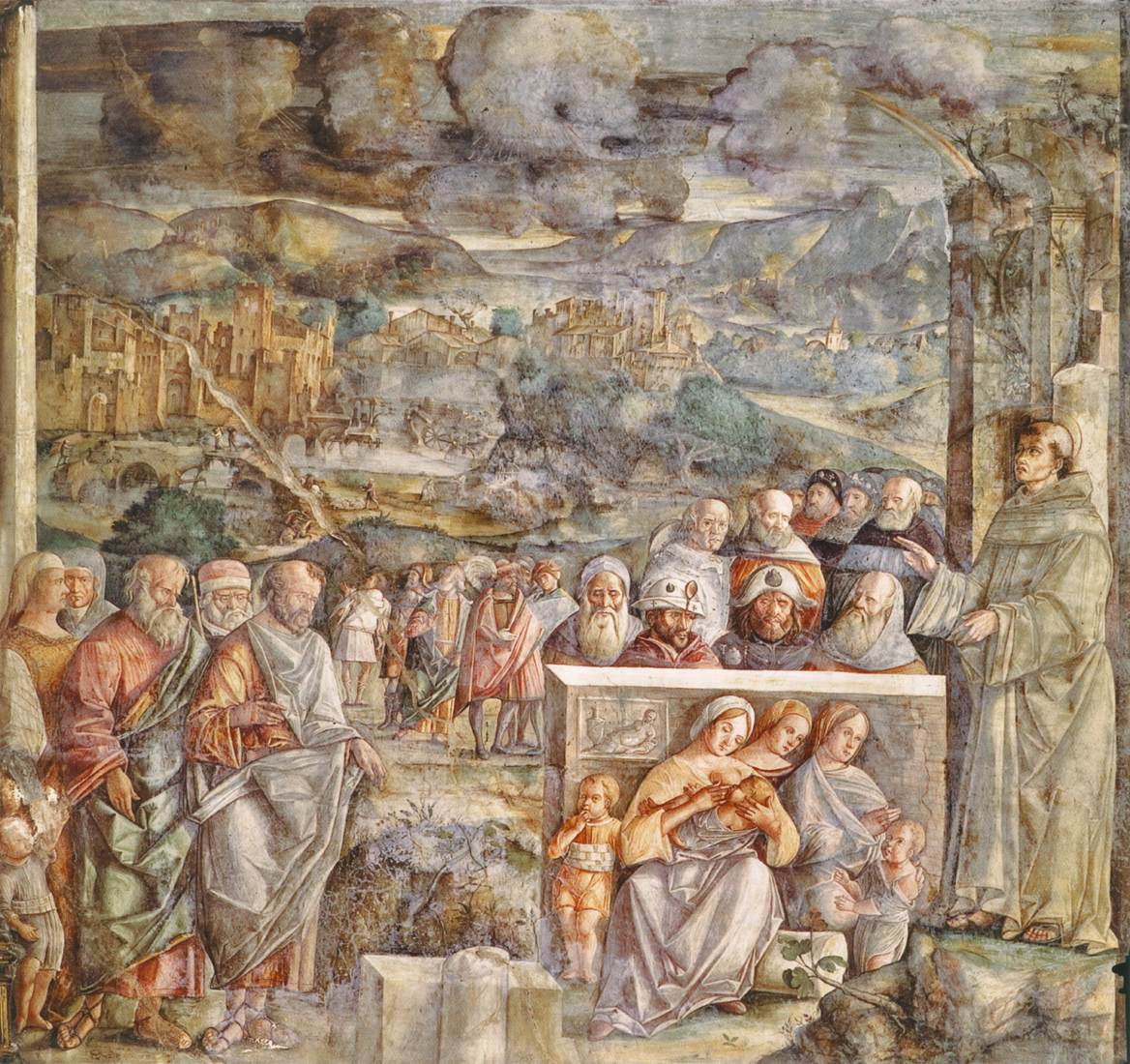
Prediking van Antonius van Padua. Fresco in de Scuola del Santo, Padua.

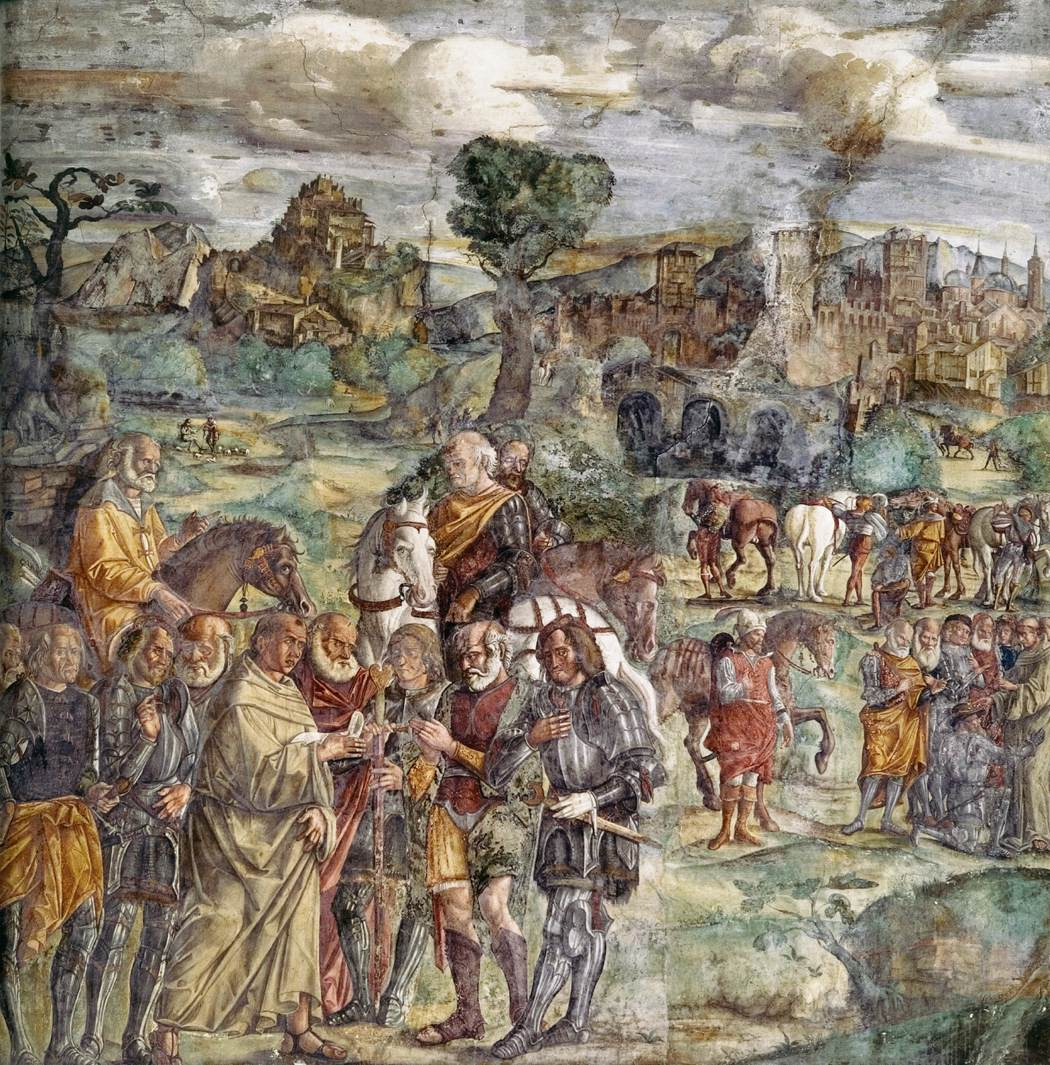
Antonius vermaant Ezzelino III. Eveneens een fresco in de Scuola del Santo in Padua.

Giovanni Antonio Requesta (Padua, 1481 – aldaar, 1528), bijgenaamd Corona, was een Noord-Italiaans kunstschilder in Padua, een stad in de republiek Venetië. Hij had er zijn atelier. Zijn werk behoort niet tot het UNESCO werelderfgoed Padua's 14e-eeuwse frescocycli, die twee eeuwen tevoren te situeren zijn.

## Bijnaam
Zijn bijnaam Corona komt van de grootvader aan moeders zijde, Giovanni da Cuora. Deze man had in 1460 een gasthuis gekocht of laten bouwen. De naam van het gasthuis was Corona.

## Levensloop
Zijn ouders Giacomo Rustega en Camilla da Cuora leefden in Padua. Heel zijn leven werkte Requesta in zijn geboortestad. Over de schilderijen van Requesta bestaan er meer bronnen dan dat er uiteindelijk overgebleven zijn in de loop der tijden.
Vanaf 1504 begon hij schilderijen op te leveren. Requesta kreeg de meeste opdrachten van het Aartsbroederschap van Sint-Antonius van Padua. Dit broederschap van geestelijken betrok de Scuola del Santo naast de Basilica di Sant’Antonio. Van alle schilderijen die hij in opdracht van hen realiseerde, zijn er slechts twee bewaard gebleven. Het gaat om twee fresco’s in de kapittelzaal van de Scuola del Santo. Het eerste fresco stelt Antonius van Padua voor die predikt in de stad; in het tweede is te zien dat Antonius aan de tiran van Padua, Ezzelino III, een reprimande geeft voor diens boosaardig gedrag.
Andere opdrachtgevers voor Requesta waren het kapittel van kanunniken van de kathedraal en de aartsdiaken van Padua. Requesta genoot bovendien van een inkomen van het gasthuis Corona. Dit is terug te vinden in zijn testament.
In 1927 publiceerde Ester Grazzini Cocco een volledige biografie met oplijsting van al zijn werken, zoals uit historische bronnen af te leiden was. Niettegenstaande dit standaardwerk publiceerden nadien andere kunstkenners suggesties dat deze of gene fresco in Padua zou kunnen toegeschreven worden aan Requesta of zijn leerlingen. 